# Ingrid Haiden
Ingrid Haiden, née le 17 février 1985,  est une nageuse sud-africaine.

## Carrière
Aux Jeux africains de 2003 à Abuja, Ingrid Haiden est médaillée d'or des 50, 100 et 200 mètres brasse ainsi que du relais 4 x 100 mètres quatre nages.
Elle participe ensuite aux Jeux afro-asiatiques de 2003 à Hyderabad, où elle est médaillée d'or du 100 mètres brasse et du 4 x 100 mètres quatre nages, médaillée d'argent du 200 mètres brasse et médaillée de bronze du 50 mètres brasse.